# Semiothisa teucaria
Semiothisa teucaria là một loài bướm đêm trong họ Geometridae.